# Рахмі Доган
Рахмі Доган (нар. 1969, Сівас ) - турецький чиновник . 
Початкову та середню школу він закінчив у Сівасі. У 1987 році він вступив на факультет політичних наук Стамбульського університету . Доган, закінчив його у 1991 році, розпочав кар'єру кандидата в префекти в 1994 році. Під час кандидатства він здобув освіту в Англії за 8 місяців. Він почав працювати губернатором району Башчіфтлік у 1997 році. Він був призначений на посаду губернатора Карса, 1 червня 2016 року, а потім губернатором Хатай з розпорядженням , опублікованим в Офіційному віснику 27 жовтня 2018 року. 
Він одружений і має двох дітей. 

## Кар'єра
- 1999-2001: губернатор округу Ельбейлі
- 2001-2003 рр .: заступник губернатора міста Кіліс
- 2003-2007 рр.: Завідувач відділення Головного управління  провінційної адміністрації Міністерства внутрішніх справ
- 2007-2008 рр .: начальник управління, Головне управління провінційної адміністрації Міністерства внутрішніх справ
- 2008-2014 рр .: начальник управління, Головне управління провінційної адміністрації Міністерства внутрішніх справ
- 2014-2015 рр .: начальник відділу інформаційних технологій Міністерства внутрішніх справ
- 2015-2016   : Головне управління провінційного управління Міністерства внутрішніх справ
- 2016-2018   : Губернатор провінції Карс
- 2018-   : Губернатор провінції Хатай